# Joachim Jahn (Journalist)
Joachim Jahn (* 5. September 1959 in Hannover) ist ein deutscher Journalist und Jurist. Er ist Mitglied der Schriftleitung der Neuen Juristischen Wochenschrift.

## Leben
Joachim Jahn wuchs in Hannover auf und besuchte dort das Ratsgymnasium und die IGS Roderbruch. Nach seinem Abitur dort studierte er Rechtswissenschaften an der Universität Hannover, wo er 1989 sein Erstes juristisches Staatsexamen ablegte. Danach absolvierte er ein Volontariat bei der Hannoverschen Allgemeinen Zeitung, wo er zunächst Lokal- und dann Politikredakteur war. Daneben verfasste er eine juristische Dissertationsschrift zum Verbot der „Auschwitzlüge“ (§ 130 StGB). Nach einer Tätigkeit als Redakteur beim „Handelsblatt“ wechselte er 1999 in die Wirtschaftsredaktion der FAZ, wo er vor allem Berichte und Kommentare über Wirtschafts- und Steuerrecht verfasste. Seit 1. April 2009 arbeitete er in der Parlamentsredaktion der FAZ. Im Mai 2016 wechselte Jahn in die Schriftleitung der juristischen Fachzeitschrift NJW.
Nebenher veröffentlichte er bislang zahlreiche Fachbeiträge in juristischen Fachzeitschriften sowie in Zeitschriften der Anwalt- und Richterschaft. Seit 2003 lehrt er regelmäßig an der Abteilung Rechtswissenschaft der Uni Mannheim („Schlüsselqualifikationen“; „Presserecht“) und ist dort seit dem Sommersemester 2010 Honorarprofessor. Er war Jury-Mitglied bei der Verleihung mehrerer Anwaltspreise und Prüfer beim Auswahlverfahren der Bucerius Law School (2007 bis 2009) sowie Beiratsmitglied „Neue Wege in der Juristenausbildung“ des Stifterverbands für die Deutsche Wissenschaft. Seit 2008 hat er zudem einen Lehrauftrag an der Universität Münster inne.

## Veröffentlichungen
- Strafrechtliche Mittel gegen Rechtsextremisten. Die Änderungen der §§ 130 und 86 a StGB als Reaktion auf fremdenfeindliche Gewalt im Licht der Geschichte des politischen Strafrechts in Deutschland. Peter Lang, Frankfurt/M. 1998, ISBN 3-631-33605-5.
- Die Gründung eines Unternehmens; Börsenrecht, Börsenprospekt, Börsenzulassung; Börsenkommissare...; Finanzmarktförderungsgesetze. In: J. Jeske, H. D. Barbier (Hrsg.): Handbuch Wirtschaft. So nutzt man den Wirtschaftsteil einer Tageszeitung. Societäts Verlag, Frankfurt/M. 2000, ISBN 3-7973-0744-6.
- Rolle und Funktion der Medien bei der Gesetzesfolgenabschätzung. In: U. Karpen, H. Hof (Hrsg.): Wirkungsforschung zum Recht IV. Nomos Verlagsgesellschaft, Baden-Baden 2003, ISBN 3-8329-0306-2.
- Presse- und Öffentlichkeitsarbeit. In: C. Hauschka (Hrsg.): Corporate Compliance. Handbuch der Haftungsvermeidung im Unternehmen. C. H. Beck, München 2007, ISBN 978-3-406-54708-9.
- Die Managerhaftung in der öffentlichen Meinung. In: G. Krieger, U. H. Schneider (Hrsg.): Handbuch Managerhaftung. Verlag Dr. Otto Schmidt, Köln 2007, ISBN 978-3-504-40076-7.
- Der Klage-Druck auf die Industrie wird weiter steigen. In: H.-P. Mansel, B. Dauner-Lieb, M. Henssler (Hrsg.): Zugang zum Recht: Europäische und US-amerikanische Wege der privaten Rechtsdurchsetzung. Nomos Verlagsgesellschaft, Baden-Baden 2008, ISBN 978-3-8329-3094-3.
- Bernd Rödl – Porträt eines globalen Familienunternehmers. In: Ch. Rödl, W. Scheffler, M. Winter (Hrsg.): Internationale Familienunternehmen. C. H. Beck, München 2008, ISBN 978-3-406-57770-3.
- Das Bild der Anwaltschaft in der Öffentlichkeit. In: St. Göcken, Th. Remmers, V. Vorwerk, Ch. Wolf (Hrsgb.): Festschrift für Ulrich Scharf zum 70. Geburtstag. Carl Heymanns Verlag, Köln 2008, ISBN 978-3-452-26940-9.
- Erste Schritte gegen Schmier-, Schweige- und Schutzgelder – Zum Schutz von Aktiengesellschaften vor Erpressern. In: S. Grundmann, B. Haar, H. Merkt, P. O. Mülbert, M. Wellenhofer (Hrsgb): Festschrift für Klaus J. Hopt zum 70. Geburtstag (Bd. 2). Walter de Gruyter, Berlin/New York 2010, ISBN 978-3-89949-628-4.
- Zwischen Erpressung und Dienst an der Gerechtigkeit. In: V. Boehme-Neßler (Hrsgb.): Die Öffentlichkeit als Richter? Nomos Verlagsgesellschaft, Baden-Baden 2011, ISBN 978-3-8329-5276-1.
- Entwertung der Medien durch das Kapitalmarktstrafrecht. In: Ch. Schröder/R. Sethe (Hrsgb.): Kapitalmarktrecht und Pressefreiheit. Nomos Verlagsgesellschaft, Baden-Baden 2011, ISBN 978-3-8329-4274-8.
- Überzogene AGB-Kontrolle entmündigt Vertragspartner. In: M. Abels, M. Lieb (Hrsgb.): AGB-Kontrolle im Wirtschaftsverkehr: Herausforderung und Hürde. Nomos Verlagsgesellschaft, Baden-Baden 2011, ISBN 978-3-8329-4941-9.
- Die mediale Sicht der Dinge – Von Nebelwerfern und Ignoranten. In: H. Möhrle, K. Schulte (Hrsgb.): Zwei für alle Fälle. F.A.Z.-Institut für Management-, Markt- und Medieninformationen, Frankfurt/M. 2011, ISBN 978-3-89981-251-0.
- Zwischen Elfenbeinturm und Boulevard – Rechtswissenschaftler in „allgemeinen Medien“. In: U. Burgard, W. Hadding, Peter O. Mülbert, M. Nietsch, R. Welter (Hrsgb): Festschrift für Uwe H. Schneider zum 70. Geburtstag. Verlag Dr. Otto Schmidt, Köln 2011, ISBN 978-3-504-06046-6.
- Litigation-PR als Provokation. In: L. Rademacher, A. Schmitt-Geiger (Hrsgb.): Litigation-PR: Alles was Recht ist. Springer VS Verlag für Sozialwissenschaften, Wiesbaden 2012, ISBN 978-3-531-18201-8.
- Das Bild der Familienunternehmen in der Öffentlichkeit – zwischen Nichtbeachtung, Neugier und Regulierungswahn. Festschrift für Mark K. Binz. In: B. Dauner-Lieb, G. Freudenberg, Götz W. Werner: Familienunternehmen im Fokus von Wirtschaft und Wissenschaft. C. H. Beck, München 2014, ISBN 978-3-406-67109-8.
- Briefe an junge Juristen. Hrgb. zusammen mit T. Gostomzyk. C. H. Beck, München 2015, ISBN 978-3-406-67653-6.
- BFH, Urt. v. 11.8.1999 – XI R 77/97: Kein Verfassungsgebot der „hälftigen Teilung“. In: T. Freudenberg (Hrsgb.), Eine kleine Rechtsgeschichte von 1947 – 2017. C. H. Beck, München 2018 (ohne ISBN).
- Wie der BGH einen Beauty Contest gewann. In: A. Bergmann, M. Hoffmann-Becking, U. Noack (Hrsg.): Recht und Gesetz. Festschrift für U. Seibert. Verlag Dr. Otto Schmidt, Köln 2019, ISBN 978-3-504-06052-7.
- German Courts Open Their Doors (a Little Bit) Wider to the Media. In: B. Hess, A. Koprivica Harvey (Hrsgb.): Open Justice. Nomos Verlagsgesellschaft, Baden-Baden 2019, ISBN 978-3-8487-5585-1.
- Krisenkommunikation bei Compliance-Verstößen (zusammen mit Micha Guttmann und Jürgen Krais). C. H. Beck, München 2020, ISBN 978-3-406-70379-9.
- Kommunikation in der Krise (zusammen mit Micha Guttmann). In: K. Umnuß: Corporate Compliance Checklisten. C. H. Beck, München 2020, ISBN 978-3-406-73167-9.